# Manfred Weiß (Grenzopfer)

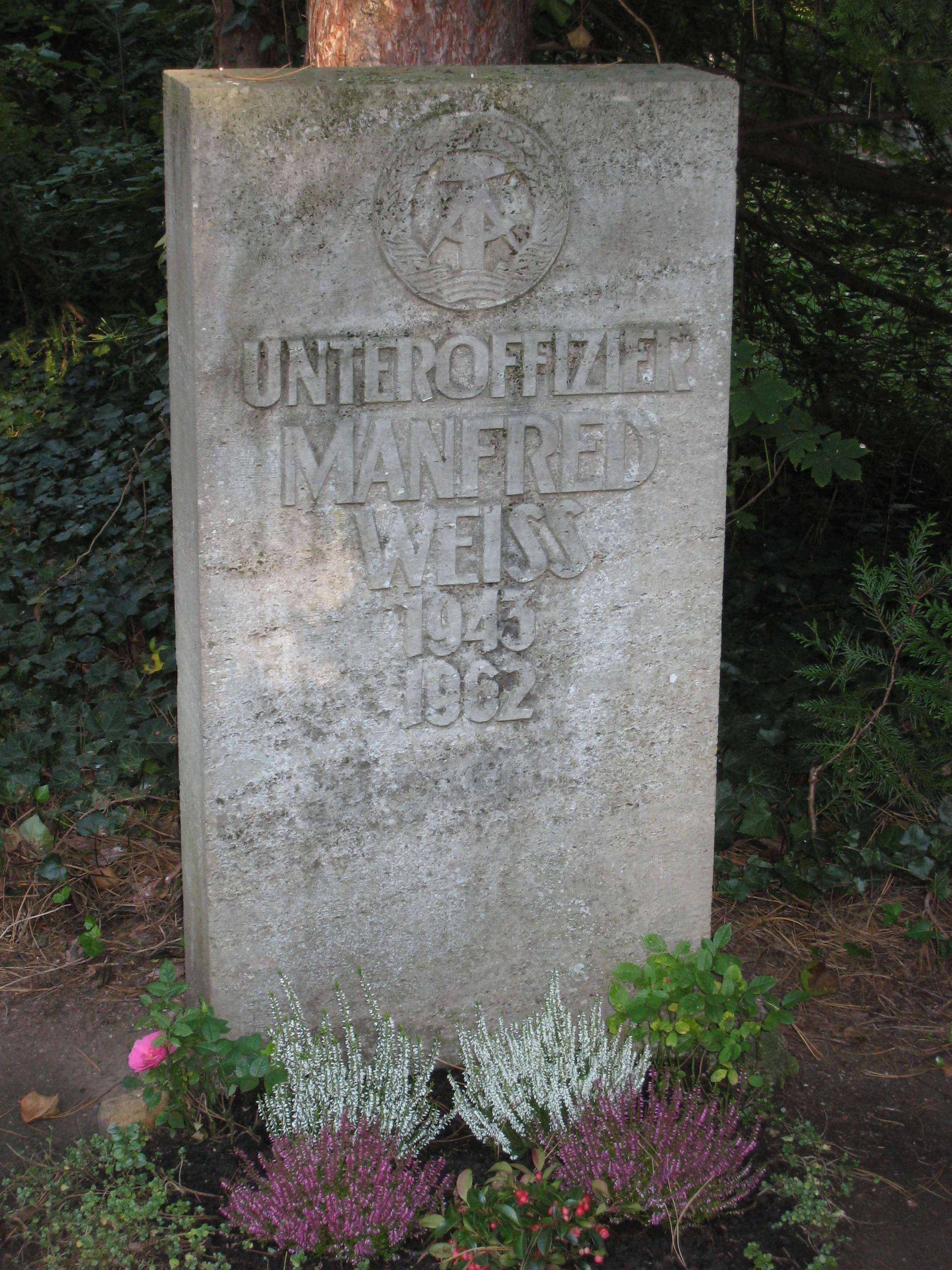
Ehrengrab von Manfred Weiß auf dem Hauptfriedhof Erfurt.

Manfred Weiß (* 1. Dezember 1943; † 19. Mai 1962 zwischen  Unterharles und Schwickershausen (Grabfeld)) war ein Angehöriger der Grenztruppen der DDR.

## Leben
Der Maurer leistete als Wehrpflichtiger Dienst bei den Grenztruppen der DDR in Hermannsfeld und hatte zuletzt den Dienstgrad eines Gefreiten. Am 19. Mai 1962 wurde Weiß, damals Postenführer, während einer Grenzstreife zwischen Unterharles und Schwickershausen (Grabfeld) von seinem danach „republikflüchtigen“ Posten Günter Jablonski durch vier Schüsse in den Rücken getötet.
Der Schütze wurde 1962 vom Landgericht Schweinfurt wegen Mordes zu neun Jahren Haft verurteilt. Vom Militärobergericht der DDR wurde er 1979 wegen Mordes und Fahnenflucht zu lebenslanger Haft verurteilt. Für die zweite Strafe, von der er zehn Jahre verbüßte, erhielt er später 37.200 Euro Haftentschädigung.